# Maksmeri
Maksmeri ist ein natürlicher See in der Landgemeinde Saaremaa  im Kreis Saare auf der größten estnischen Insel Saaremaa. Der 3,9 Hektar große See liegt im Naturschutzgebiet Karala-Pilguse hoiuala. 80 Meter westlich des Sees liegt der See Nigu laht und 900 Meter nordöstlich liegt der Ort Jõgela.